# On Kawara
Pour les articles homonymes, voir Kawara.
 (juillet 2016).
Si vous disposez d'ouvrages ou d'articles de référence ou si vous connaissez des sites web de qualité traitant du thème abordé ici, merci de compléter l'article en donnant les références utiles à sa vérifiabilité et en les liant à la section « Notes et références ».
On Kawara (河原 温, Kawara On), né le 2 janvier 1933 à Kariya au Japon et mort le 10 juillet 2014 à New York, est un artiste contemporain, célèbre pour ses séries de dates peintes jour après jour depuis la fin des années 1960.

## Biographie
On Kawara est né à Kariya, au Japon, le 2 janvier 1933. Une fois diplômé de l'école secondaire de Kariya en 1951, il déménage à Tokyo. En 1959, Kawara part au Mexique où son père est directeur d'une société d'ingénierie. Il y reste trois années durant lesquelles il peint et explore le pays. De 1962 à 1964, il va et vient entre New York et Paris. Il va aussi voyager à travers l'Europe avant de s'installer en 1965 à New York, où il fut un résident intermittent jusqu'à sa mort, le 10 juillet 2014.

## Œuvre
Kawara appartenait à une génération largement internationale d'artistes conceptuels qui a commencé à émerger au milieu des années 1960, dépouillant l'art de l'émotion personnelle, la réduisant à une information ou une idée presque pure et minimisant l'objet. Avec Lawrence Weiner, Joseph Kosuth, Hanne Darboven et d'autres, Kawara a donné une importance particulière au langage.
De 1962 à 1964, Kawara a réalisé environ 200 Paris-New York Drawings. Leurs motifs comprennent des rayures et des grilles comme celles de la peintre minimaliste Agnes Martin.

### Date Paintings&Today Series
À partir du 4 janvier 1966, Kawara a réalisé une longue série de "Date paintings" (Today series), qui figurent uniquement  la date à laquelle la peinture a été exécutée, en simple lettrage blanc sur fond uni. La date est toujours documentée dans la langue et les conventions grammaticales du pays dans lequel la peinture est exécutée (c.-à-d. "26. ÁG. 1995", de Reykjavik, Islande, ou "13 JUIN 2006", de Monte Carlo). L'espéranto est utilisé lorsque la première langue d'un pays n'utilise pas l'alphabet romain ("6 AŬG. 1993" de Tokyo). Les peintures, exécutées en Liquitex sur toile, se conforment à l'une des huit tailles standard, allant de 8x10 pouces à 61x89 pouces, toutes d'orientation horizontale. Les exceptions sont les trois peintures, d'environ 5x7 pouces, exécutées les 16, 20 et 21 juillet 1969 - trois jours où le monde avait les yeux rivés sur l'alunissage. Les dates, peintes à la main avec la plus grande précision, sont toujours centrées sur la toile et peintes en blanc, alors que les couleurs de fond varient; les peintures des premières années tendent à avoir des couleurs vives, et les plus récentes ont tendance à être plus sombres. Par exemple, Kawara a brièvement utilisé le rouge pendant plusieurs mois en 1967 et est ensuite revenu à des teintes plus foncées jusqu'en 1977. Quatre couches de peinture sont soigneusement appliquées sur la toile. Préférant les caractères dessinés à la main aux pochoirs, Kawara reproduit habilement le caractère typographique, initialement une version allongée et sans empattement de Gill Sans, avant de basculer en faveur d'une police plus moderne : Futura. Chaque travail est soigneusement exécuté à la main. Certains jours, Kawara réalise plus d'une toile. Quand il est incapable de compléter la peinture le jour où elle a été commencée, il la détruit immédiatement. Quand une peinture de date n'est pas exposée, elle est placée dans une boîte en carton faite sur mesure, accompagnée d'une coupure d'un journal local de la ville dans laquelle l'artiste a fait la peinture; la plupart des coupures proviennent du New York Times. Bien que les boîtes font partie du travail, elles sont rarement exposées. Chaque année, entre 63 et 241 peintures ont été réalisées.
Chaque peinture est enregistrée dans un journal et notée sur le One Hundred Years Calendar. Quand Kawara termine une peinture, il applique un échantillon du mélange de peinture qu'il a utilisé sur un petit rectangle, qui est ensuite collé sur un tableau dans le journal. Sous chaque couleur se trouve un nombre montrant la date de la peinture et ainsi qu'une lettre indiquant sa taille. Les 48 journaux enregistrent donc les détails de la taille, de la couleur et du titre du journal, tandis que le calendrier utilise des points colorés pour indiquer les jours de la réalisation d'un tableau et le nombre de jours depuis la naissance de l'artiste. Depuis le 4 janvier 1966, On Kawara a créé près de 3 000 Date Paintings dans plus de 112 villes différentes, dans le cadre d'un projet qui devait se terminer à sa mort, survenue le 10 juillet 2014.

### One Million Years
One Million Years est l'une des œuvres les plus connues de l'artiste sur le passage et la marque du temps. Il énumère, année par année, le million d'années qui a précédé la conception de l'œuvre et le million d'années qui l'a suivie. Il est parfois lu lors de performances au cours desquelles un duo d'interprètes (typiquement un homme et une femme pour chaque segment) performent simultanément le One Million Years [Past] et le One Million Years [Future].
Le premier volume, Past – For All those who have lived and died, commence en 998031 avant notre ère et se termine en 1969 après J-C, exactement un million d’années (One Million Years) plus tard. À cette date commence l’œuvre One Million Years d’On Kawara, transcrite sous la forme d’une édition de 2000 pages. Le second volume, Future – For the last one, commence en 1993 après J-C et se termine également un million d’années plus tard, en 1001992. Cette période fut transcrite de la même manière, dans une édition de 2000 pages. Le texte de chaque page est établi en 10 colonnes, rigoureusement alignées et subdivisées en 5 blocs de 100 ans. Chaque bloc est composé de 10 lignes et chaque ligne contient une décennie. Les deux volumes du livre correspondent précisément, leur organisation interne est identique.
En 2002, Oliver Augst (de) et Christoph Korn ont dirigé la production radiophonique du Hessischer Rundfunk of One Million Years (composé de 32 CD) et ont réalisé l'œuvre sous forme d'installation en direct lors de la documenta 11 au Fridericianum de Kassel. En 2019/2020, cette œuvre a de nouveau été présentée sous forme d'installation sonore dans le cadre de l'exposition Museum im Museum für Moderne Kunst MMK, Francfort.

### I met, I went, I got up
I MET commence le 10 mai 1968 et se termine le 17 septembre 1979. Chaque volume contient une année entière, excepté 1968 et 1979. Chaque jour, On Kawara notait chronologiquement les noms des personnes avec lesquelles il conversait. Sur chaque page, la liste des noms apparaît avec le cachet du jour. Chaque jour de l'année est ainsi présenté. Au cours de ces 12 années, les voyages effectués par On Kawara sont indiqués sur des pages portant le nom des villes qu'il a parcourues. Ces pages interrompent la chronologie en doublant parfois de chaque côté le jour qui précède ou suit le voyage de l'artiste. Les douze volumes totalisent 4790 pages.
I WENT débute le 1er juin 1968 et se termine le 17 septembre 1979. Chaque volume contient une année entière, excepté 1968 et 1979. Au cours de cette période de douze ans, On Kawara a utilisé une ligne rouge pour tracer chacun de ses voyages quotidiens depuis leur point de départ sur une photocopie en noir et blanc d'une carte. Chaque jour est représenté dans les douze volumes de I Went. La date de chaque voyage est estampillée sur la carte au bas de chaque page. Comme dans I Met, les voyages faits par l'artiste sont enregistrés dans le livre avec des pages grises portant les noms des villes qu'il a parcourues. Chaque volume contient donc un nombre de pages différent, en fonction de la fréquence des voyages de On Kawara cette année-là. Les douze volumes totalisent 4740 pages.
I GOT UP fait suite à I Met et I Went et clôt la trilogie constituée par On Kawara. I Got Up débute le 10 mai 1968 et se termine le 17 septembre 1979. Chaque jour de cette période, On Kawara envoie deux cartes postales montrant où il se trouve. Au dos de chaque carte, il appose les mots «I GOT UP AT» en majuscules, suivis de l'heure à laquelle il se leve ce jour-là. Le nom et l'adresse du destinataire et de l'artiste sont également estampillés sur la carte. I Got Up rassemble ce corpus en douze volumes. Ils totalisent 4160 pages.

### I READ
Contrairement à I GOT UP, I WENT et I MET constitutifs de la Trilogy, I READ de On Kawara n’est pas un « daily work » mais est une œuvre connexe à la Today Series, œuvre regroupant l’ensemble des Date Paintings réalisées de 1966 jusqu’à la veille de la mort de l’artiste survenue en 2014.
Si I READ commence également en 1966, l’œuvre marque toutefois un arrêt en 1995. On Kawara s’accordera cependant de la poursuivre jusqu’à sa mort.
Sur chacune des 3 272 feuilles de papier ligné d'I READ, On Kawara colle minutieusement et recto-verso des coupures de presse annotées et datées. Sur une même page apparaissent ainsi juxtaposés ou superposés plusieurs articles de quotidiens. Rien ne lie ces articles entre eux si ce n’est la date de leur parution. Ainsi parfois, les journaux sont datés d’un ou de plusieurs jours de plus que la date inscrite par l’artiste en tête de page d’I READ, mais cette date reste celle à laquelle l’artiste a précisément peint une Date Painting.
I READ est en cela directement relié à la Today Series et chacune de ses pages est en miroir avec une Date Painting. I READ nous informe donc autant sur l’intérêt qu’apporte l’artiste à l’actualité internationale que sur sa propre activité «picturale».

### One-Hundred-Year Calendars
Dans ses One Hundred Years Calendar, Kawara, à partir de la date de sa naissance, marque systématiquement chaque jour de sa vie avec un point jaune sur des calendriers, et enregistre chaque Date Paintings peintent avec un point vert (les points rouges signifient que plus d'une peinture a été achevée ce jour-là).

## Expositions
Les premières expositions de Kawara incluent la Nippon Exhibition, au musée métropolitain d'art de Tokyo, en 1953, ainsi que deux expositions aux galeries de Takemiya et d'Hibiya l'année suivante.
Son travail a été exposé à la Dwan Gallery de New York en 1967, et son exposition personnelle «One Million Years» a été montrée à Düsseldorf, Paris et Milan en 1971.
Le travail de Kawara a été inclus dans la documenta 5 (1972), 7 (1982), et 11 (2002), à Cassel. À la Biennale de Tokyo (1970), à la Biennale de Kyoto (1976) et à la Biennale de Venise (1976).
Son travail a été inclus dans de nombreuses expositions d'art conceptuel comme Information au Musée d'Art Moderne, New York en 1970 et Reconsidering the Object of Art: 1965-1975 au Musée d'Art Contemporain de Los Angeles en 1995. On Kawara a aussi bénéficié de nombreuses expositions personnelles dans des endroits aussi prestigieux que le Otis Art Institute, Los Angeles, le Centre Pompidou, Paris, en 1977; Continuity/Discontinuity au Moderna Museet, Stockholm en 1980; Museum Boymans-van Beuningen, Rotterdam en 1991; le Dia Center for the Arts, New York en 1993; et the Dallas Museum of Art.
En 1985, il expose avec John Baldessari au Consortium à Dijon.
La première rétrospective complète de Kawara, “On Kawara—Silence” au Musée Solomon R. Guggenheim de New York, fut installée selon un plan conçu par lui-même. L'exposition a eu lieu du 6 février au 3 mai 2015 et comprenait également une lecture en direct de One Million Years de Kawara.